# Голубоглазка
Голубогла́зка, или Сисюринхий, или Сизири́нхий (лат. Sisyrínchium) — род многолетних травянистых растений семейства Ирисовые (Iridaceae).

## Ботаническое описание

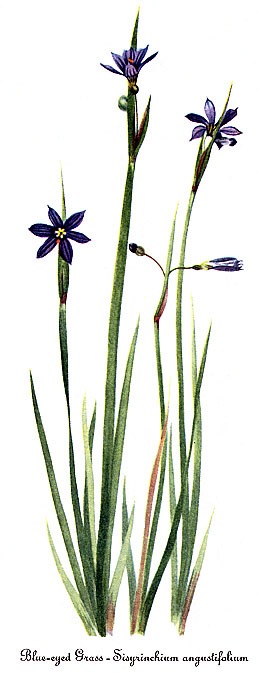
Голубоглазка узколистная (Sisyrinchium angustifolium). Ботаническая иллюстрация Мэри Во Уолкотт (1860—1940)

Низкорослые травы с узкими и тонкими листьями. Многие виды похожи на ирисы, с которыми состоят в наиболее близком родстве. Большинство видов — многолетние растения, образующие корневища, хотя некоторые из них относительно недолговечны (например, голубоглазка полосатая (Sisyrinchium striatum)), некоторые являются однолетниками (к примеру, голубоглазка остроконечная (Sisyrinchium mucronatum)).
Цветки имеют относительно простое строение, часто собраны в кисти. Многие виды, особенно североамериканские, вопреки названию, не имеют голубых цветков. Цветки могут быть голубого, белого, жёлтого и пурпурного цветов, часто с центром другого цвета. Например, Sisyrinchium bellum иногда имеет белые цветки, а голубоглазка калифорнийская (Sisyrinchium californicum) обладает жёлтыми цветками.

## Ареал и местообитание
Встречаются преимущественно в тропических и субтропических областях Северной и Южной Америки, а также в Гренландии и на Гавайских и Фолклендских островах. Часто произрастают на лугах.
Некоторые виды заносные в Западной Европе, России и Австралии.

## Хозяйственное значение и применение
Некоторые виды рода используются в качестве декоративных растений. Голубоглазка узколистная и Sisyrinchium idahoense подходят для выращивания в миксбордерах, альпинариях и высадки вдоль дорожек в климате средней полосы — по американской классификации морозостойкости они имеют зону USDA Z3-Z4. Прочие представители рода выращиваются в качестве декоративных растений только в тёплых регионах.

## Таксономия
По информации базы данных The Plant List, род включает 201 вид. Некоторые из них:
- Sisyrinchium angustifolium Mill. — Голубоглазка узколистная, или Голубоглазка злаковидная
- Sisyrinchium bermudiana L. typus[1] — Голубоглазка бермудская
- Sisyrinchium californicum (Ker Gawl.) Dryand. — Голубоглазка калифорнийская
- Sisyrinchium dichotomum E.P.Bicknell — Голубоглазка вильчатая
- Sisyrinchium elmeri Greene — Голубоглазка Элмера
- Sisyrinchium funereum E.P.Bicknell
- Sisyrinchium halophilum Greene
- Sisyrinchium graminifolium Lindl. — Голубоглазка злаколистная
- Sisyrinchium idahoense E.P.Bicknell
- Sisyrinchium micranthum Cav. — Голубоглазка мелкоцветная
- Sisyrinchium montanum Greene — Голубоглазка горная
- Sisyrinchium mucronatum Michx. — Голубоглазка остроконечная
- Sisyrinchium platense I.M.Johnst.
- Sisyrinchium pruinosum E.P.Bicknell — Голубоглазка инееватая
- Sisyrinchium sarmentosum Suksd. ex Greene — Голубоглазка лозовидная
- Sisyrinchium striatum Sm. — Голубоглазка полосатая
- Sisyrinchium tenuifolium Humb. & Bonpl. ex Willd. — Голубоглазка тонколистная